# Андерсон, Крис (легкоатлет)
Крис А́ндерсон (полное имя — Кристофер Дэниэл Андерсон, англ. Chris Anderson; род. 6 апреля 1968, Субиако) — австралийский прыгун в высоту.
Принимал участие в составе Олимпийской сборной Австралии в Олимпийских играх в Атланте в 1996 году.
Его личный рекорд — 2,28 метра, установленный 17 декабря 1994 года в Перте.

## Достижения
| Турнир                              | Результат | Место  | Место проведения | Дата проведения |
| ----------------------------------- | --------- | ------ | ---------------- | --------------- |
| XXVI Летние Олимпийские игры        | 14        | 2,15 м | Атланта          | 26.07.1996      |
| V Чемпионат мира по лёгкой атлетике | 14        | 2,24 м | Гётеборг         | 06.08.1995      |